# Tøndersø Herred
Tøndersø Herred var et herred i Halland. Det var opdelt i 6 sogne, alle i Halmstads kommun. Herredet er opkaldt enten efter landsbyen Tønnersjø i Tønnersjø sogn, eller efter (den større) landsbyen Tønnersa i Eldsberga sogn

## Sogne[1]
- Breared
- Eldsberga
- Ensløv
- Snøstorp
- Trønninge
- Tønnersjø